# Repubblica Araba dello Yemen
La Repubblica Araba dello Yemen (in arabo الجمهوريّة العربية اليمنية ‎?, al-Jumhūriyya al-`Arabiyya al-Yamaniyya), informalmente noto anche come Yemen del Nord, è stato un Paese situato nella parte meridionale della penisola arabica, poi assorbito nello Yemen unificato. Lo stato è esistito dal 1962 al 1990.

## Storia
La nazione divenne indipendente nel 1918 come Regno Mutawakkilita dello Yemen, una monarchia assoluta. Nel 1922, con la caduta dell'Impero ottomano, lo stato venne riconosciuto internazionalmente.
Il 27 settembre 1962, un gruppo di nazionalisti arabi, ispirati dal nazionalismo arabo e dal presidente della Repubblica Araba Unita (RAU) Gamal Abd el-Nasser, occuparono la capitale Sana'a e costrinsero il sovrano, l'imam Muhammad al-Badr, ad abdicare, dando vita alla Repubblica Araba dello Yemen. Questo colpo di Stato segnò l'inizio di una guerra civile che durò fino al 1967 e che vide la Repubblica Araba Unita prendere le difese della neonata repubblica, mentre a favore del vecchio Stato monarchico vi erano l'Arabia Saudita e la Giordania.
Nel 1967, con il ritiro delle truppe egiziane, il conflitto ebbe fine e l'anno successivo la famiglia reale si ritirò definitivamente da Sana'a, con la seguente riconciliazione delle fazioni contendenti. Nel 1970 anche l'Arabia Saudita riconobbe la Repubblica Araba dello Yemen.
Nel 1990 avvenne l'unificazione con la Repubblica Democratica Popolare dello Yemen (Yemen del Sud), con la nascita dell'attuale Repubblica dello Yemen.